# Economia do Butão
A economia do Butão é essencialmente baseada na agricultura, extração florestal e na venda de energia hidroelétrica para a Índia. A agricultura, essencialmente de subsistência, e a criação animal, são os meios de vida para 60% da população. A presença de altas montanhas dificulta e encarece a instalação de infra-estruturas. É uma das menores economias do mundo, e o país depende consideravelmente da Índia que lhe fornece substancial ajuda financeira.
Em janeiro de 2004, o Butão aderiu ao SAFTA, o acordo de livre comércio do sul da Ásia. No mesmo ano, tornou-se o primeiro país do mundo a banir o fumo e a venda de tabaco.
Além disso, em 1972, o então rei Jigme Singye Wangchuck proclamou a criação de um índice de mensuração de desempenho para seu país chamado "Felicidade Interna Bruta" (FIB), declarando o fim da importância do produto interno bruto como medidor do desempenho do país. A ideia principal do FIB é a convicção de que o objetivo da vida não pode ser limitado a produção e consumo seguidos de mais produção e mais consumo, de que as necessidades humanas são mais do que materiais, mas em achar fidelidade no percurso da vida. O conceito segue 4 diretrizes: desenvolvimento econômico sustentável, preservação da cultura, conservação do meio ambiente e "boa governança".
Em 2008 devido à retração econômica da Índia, a venda de energia elétrica àquele país teve um decréscimo. Ainda assim, novos projetos hidrelétricos deverão ser importantes geradores de empregos e dar sustentabilidade ao crescimento econômico butanês nos próximos anos.